# Henry Downes
John Henry Downes (Glasgow, 18 d'octubre de 1870 - Hunters Quay, Argyll and Bute, 1 de gener de 1943) va ser un regatista escocès que va competir a començaments del segle xx. Era germà del també regatista Arthur Downes.
El 1908 va prendre part en els Jocs Olímpics de Londres, on va guanyar la medalla d'or en la categoria de 12 metres del programa de vela com a membre de la tripulació de l'Hera.